# 佐藤夏希
佐藤 夏希（さとう なつき、1990年〈平成2年〉7月1日 - ）は、日本のネイリスト。元AKB48メンバーである。北海道出身。神奈川県横浜市育ち。

## 略歴
- 2006年2月26日、『第二期AKB48追加メンバーオーディション』に合格。
- 2006年4月1日、AKB48劇場でのチームK初日公演において、公演デビュー。
- 2007年4月18日に発売された3rdシングル「軽蔑していた愛情」において初の選抜入り。
- 2009年8月23日に開催された『読売新聞創刊135周年記念コンサート AKB104選抜メンバー組閣祭り』の夜公演において、同年10月よりチームBに異動することが発表された。
- 2010年5月4日、ビスケットエンターティメントへ移籍。
- 同年5月21日、新チームBに正式異動。この結果、佐藤亜美菜と並んでチームBでの最年長メンバーとなった（生年月日順では夏希が最年長）。
- 同年9月21日に開催された『AKB48 19thシングル選抜じゃんけん大会』では7位で、3rdシングル「軽蔑していた愛情」以来、約4年ぶりのメディア選抜入り。
- 2011年7月、『DUMP SHOW!』に出演、ポールダンスに挑む。
- 2012年5月、柏木由紀・倉持明日香・高城亜樹・大家志津香とともにワタナベエンターテインメントへ移籍。
- 2012年8月24日に開催された『AKB48 in TOKYO DOME 〜1830mの夢〜』初日公演において、チームAに異動することが発表された[3]。
- 2012年11月30日、AKB48オフィシャルブログで同日付けでAKB48を卒業したことと、同時に学業に専念するため芸能活動から離れることが発表された[4]。
- 2012年12月1日、同日付でワタナベエンターテインメントとの契約を解除。
- 2013年6月7日、東京・錦糸町でネイルサロンをオープンした[5]。
- 2017年に結婚[6]。
- 2018年に第1子を[7]、2020年に第2子を[8]、2022年に第3子を出産[9]。

## 人物
- 名前の由来は「夏に生まれて 希望を持つ子に育って欲しかったから…だったような気がします」とのこと[10]。
- 5人家族で、兄と姉がいる3人兄弟の末子[11]。
- 小学生になる前くらいに札幌市から横浜市に転居[12]。
- 早稲田大学人間科学部eスクール（通信教育）[1]卒業[13]。
- 買物が好き。「109をこよなく愛し」[14]、私服は「98%マルキューで」購入[15]、dazzlin、Honey Bunchなどのブランドを好む。基本的にファッションに関するものは大好き[14]。その他、雑誌を見ること、ドラマを見ること、友達やメンバーとの食事、香水などが趣味[12]。
- 料理も好きで、母親が作る和食の味に近付きたいと思っている。本人曰く「卵焼きの【味】【見た目】【愛情の込め具合】では誰にも負けませんョ」とのこと[15]。最も好きな料理は「おばあちゃんが作ってくれるオムライスと天丼」[11]。また、「1週間サラダでも大丈夫」と言うほどサラダが大好物[14]で、海ぶどうにもはまっている[16]。
- 2010年5月に初めてピアスの穴を開けた[15]。
- 好きなお笑い芸人は、サンドウィッチマン[12]。好きな俳優は、北川景子、桐谷美玲、瑛太[17]。南明奈が好きで、彼女を意識した髪型にしたこともある[18]。
- 「中3の夏に韓国に行ってからすっかり韓国の虜」。母語話者に韓国人と勘違いされるほどまでになった[19]。
- 鉄道ファンでもあり、「AKB48+10!」の「めざせ鉄道娘! ”てっぱく”でGO!」では鉄道博物館の案内役を務めた[20]。「森田一義アワー 笑っていいとも!」では、東京の地下鉄のラインカラーを見て路線名を当てるという特技を披露した[21]。

### AKB48
- キャッチフレーズは「1+2=Nなっち」「真夏のティンカーベル」。自分を表す時は「N」を用いることがある。「なっち」のみでは安倍なつみなどとかぶってしまうため、「Natsuki」から「N」を追加。「1+2=Nなっち」は5年間変えなかった。
- 憧れのメンバーは高橋みなみ[11]。前田亜美は「可愛がってあげたい妹的な存在」[22]。
- 宮澤佐江は佐藤が通っていた高校に転入してクラスメイトになった[23]。宮澤とは高校3年間同じクラスで席も隣同士だったが、当時から多忙だった宮澤に対して佐藤は学校にいることが多く、悔しい思いをしていたと回想している[24]。宮澤とは、偶然にもAKB48 19thシングル選抜じゃんけん大会において2回戦で直接対決することとなり、2回戦シードの宮澤に勝ち約4年ぶりの選抜メンバー入りを決めた。
- 野呂佳代に誘われ、「なちのん」と称するお笑いコンビを結成。キングオブコントと2007年・2008年のM-1グランプリに出場するが、いずれも2回戦で敗退した。2011年時点では、大家志津香とコンビを組んでお笑い界に再挑戦する予定であった[25]。
- 昔からイソジン（Meiji Seika ファルマのうがい薬）のカバのキャラクター似てると言われており、コンサートグッズのステッカーに描く自分用のキャラクターのイラストを敢えてカバにしたことがある[26]。

## AKB48在籍時の参加楽曲

### シングルCD選抜楽曲
- 「制服が邪魔をする」に収録
  - Virgin love - 「チームK」名義
- 軽蔑していた愛情
- 「夕陽を見ているか?」に収録
  - ビバ! ハリケーン - 「ひまわり組」名義
  - 夕陽を見ているか?（ひまわり2.1Mix）
- 「ロマンス、イラネ」に収録
  - 愛の毛布 - 「ひまわり組」名義
  - ロマンス、イラネ（ひまわり 2nd 2.0Mix）
- 「Baby! Baby! Baby!」に収録
  - 夢を死なせるわけにいかない
- 「大声ダイヤモンド」に収録
  - 大声ダイヤモンド (team K ver.) - 「チームK」名義
- 「RIVER」に収録
  - 　ひこうき雲 - 「シアターガールズ」名義
- 「ポニーテールとシュシュ」に収録
  - 僕のYELL - 「シアターガールズ」名義
- 「Beginner」に収録
  - 泣ける場所 - 「DIVA」名義
- チャンスの順番
  - ラブ・ジャンプ - 「チームB」名義
- 「桜の木になろう」に収録
  - エリアK - 「DIVA」名義
- 「Everyday、カチューシャ」に収録
  - 人の力 - 「アンダーガールズ」名義
- 「風は吹いている」に収録
  - ゴンドラリフト - 「アンダーガールズ ゆり組」名義
- 「上からマリコ」に収録
  - 呼び捨てファンタジー - 「チームB」名義
- 「GIVE ME FIVE!」に収録
  - ユングやフロイトの場合 - 「スペシャルガールズC」名義
- 「真夏のSounds good !」に収録
  - 3つの涙 - 「スペシャルガールズ」名義
- 「ギンガムチェック」に収録
  - あの日の風鈴 - 「ウェイティングガールズ」名義
- 「UZA」に収録
  - 孤独な星空 - 「Team A」名義
- 「永遠プレッシャー」に収録
  - 私たちのReason
- 「ラブラドール・レトリバー」に収録
  - 今日までのメロディー

### アルバムCD選抜楽曲
- 「ここにいたこと」に収録
  - ここにいたこと
- 「1830m」に収録
  - 青空よ 寂しくないか?

### 劇場公演ユニット曲
チームK 1st Stage「PARTYが始まるよ」公演
- キスはだめよ

 チームK 2nd Stage「青春ガールズ」公演
- 公演メンバーだが、ユニット曲出演はなし

チームK 3rd Stage「脳内パラダイス」公演
- 君はペガサス

ひまわり組 1st Stage「僕の太陽」公演
- 愛しさのdefense

ひまわり組 2nd Stage「夢を死なせるわけにいかない」公演
- 初めてのジェリービーンズ

チームK 4th Stage「最終ベルが鳴る」公演
- 16人姉妹の歌

チームK 5th Stage「逆上がり」公演
- 抱きしめられたら

THEATRE G-ROSSO「夢を死なせるわけにいかない」公演
- 初めてのジェリービーンズ
※片山陽加・佐藤すみれのスタンバイ

チームB 5th Stage「シアターの女神」公演
- 嵐の夜には
- ロッカールームボーイ※
※近野莉菜のユニットアンダー

## 出演

### テレビドラマ
- 栞と紙魚子の怪奇事件簿 第9話（2008年3月1日、日本テレビ） - 看護師 役
- マジすか学園 最終話（2010年3月26日、テレビ東京） - 馬路須加女学園卒業生 役
- マジすか学園2 最終話（2011年7月1日、テレビ東京） - ナツキ 役
- 月曜ゴールデン「船上パーサー氷室夏子 豪華フェリー殺人事件」（2012年8月6日、TBS） - 水島カオル 役

### バラエティ
- AKB1じ59ふん!→AKB0じ59ふん!→AKBINGO!（2008年2月21日 - 不定期出演、日本テレビ）
- AKB48+10!（2009年1月3日、エンタ!371）
- AKB48ネ申テレビ（ファミリー劇場）
  - Season2（2009年7月10日・17日）
  - Season7（2011年10月9日・16日）
- 週刊AKB（2010年3月19日 - 4月2日、テレビ東京）
- 熱い夏 見つけた宝物〜写真甲子園2010（2010年12月20日、BSフジ）
- ワケありバンジー（不定期出演）バンジーエンジェル
- AKB-級グルメスタジアム（2011年2月6日、食と旅のフーディーズTV）
- AKB48コント「びみょ〜」（2011年10月20日、11月24日・12月8日、ひかりTV）
- AKB48のあんた、誰?（2012年4月3日 - 不定期出演、NOTTV）
- びみょ〜な扉 AKB48のガチチャレ（2012年9月28日、ひかりTV）

### 情報番組
- ひるおび!（2012年4月6日 - 11月、TBS） - 「ひるおび! 天気」担当
- めんたいワイド（2012年10月1日 - 11月、FBS福岡放送） - 「キタ級遺産」（月曜日）レポーター

### 映画
- ICE〈劇場版〉（2008年11月29日、イーネット・フロンティア） - ムラサキ 役
- YOSHIMOTO DIRECTOR'S 100「ぱきゅら!」（2010年3月、吉本興業運営各劇場） - OL 役

### 舞台
- AKB歌劇団「∞・Infinity」（2009年10月30日 - 11月8日、THEATRE G-ROSSO） - 歌子 役
- IMAGINE 9.11（2010年9月10日 - 12日、博品館劇場）
- DUMP SHOW!（2011年7・8月、サンシャイン劇場・サンケイホールブリーゼ） - 茜 役

### ラジオ
- AKB48 明日までもうちょっと。（2007年10月1日 - 2012年3月26日・不定期出演、文化放送）
- AKB48の全力で聴かなきゃダメじゃん!!（2007年10月3日 - 2008年11月26日、スターデジオ）
- AKB48 今夜は帰らない…なちのんの全力で!!（2007年10月6日 - 2008年3月29日、CBCラジオ）
- AKB48 今夜は帰らない…（2008年4月5日・6月28日・7月5日、CBCラジオ）
- AKB48のオールナイトニッポン（2010年7月16日 - 不定期出演、ニッポン放送）
- ASIAN☆K-POP powered by LOVE-1（2011年10月1日 - 2012年11月24日、TOKYO FM）
- ハイタッチ!（2012年10月 - 2012年11月、RKBラジオ） - 水曜・木曜・金曜レギュラー

### OVA
- ICE（2007年5月25日・7月25日・9月25日、イーネット・フロンティア） - ムラサキ 役

### ミュージック・ビデオ
- SKE48 宮澤佐江と仲間たち「旅の途中」（2016年3月30日）

### イベント
- 佐藤夏希のアコースティックNight（2012年4月4日、AKB48 CAFE&SHOP AKIHABARA シアターエリア）

## 書籍

### カレンダー
- 佐藤夏希 2012年カレンダー（2011年11月19日、ハゴロモ）
- 卓上 佐藤夏希 2013年カレンダー（2012年12月7日、ハゴロモ）